# Бенес, Уильям
Уильям Бенес (англ. William Behnes; 1795, Лондон, — 3 января 1864) — английский скульптор начала XIX века.

## Биография
Родился в Лондоне, сын ганноверского изготовителя фортепиано. Ранние годы жизни провёл в Дублине, обучаясь искусству в Дублинской академии. По возвращении его семьи в Лондон продолжает обучение в Королевской академической школе искусств с 1813 года. Как художник выставил впервые свои работы в 1815 году и завоевал несколько медалей в течение последующих лет. В 1819 году получил золотую медаль «Общества искусств» за изобретение инструмента для облегчения работы скульптора.
Среди учеников Бенеса были Джордж Фредерик Уоттс, Томас Вулнер и Бенджамин Хокинс. Сам Уильям Бенес создал множество бюстов детей, рельефы, а также некоторые известные церковные памятники и статуи, в том числе доктора Уильяма Бабингтона в Соборе Святого Павла и генерал-майора Генри Хейвлока, также несколько в честь государственного деятеля Роберта Пиля.
Несмотря на успех, имел трудности с деньгами и объявил себя банкротом в 1861 году, позднее умерев в нищете.